# Braunrote Stendelwurz
Die Braunrote Stendelwurz (Epipactis atrorubens), auch Rotbraune Stendelwurz, Dunkelrote Stendelwurz oder Schwarzrote Stendelwurz, Braunroter Sitter oder Schwarzroter Sitter, Strandvanille oder Vanilleständel genannt, ist eine Pflanzenart aus der Gattung der Stendelwurzen (Epipactis) innerhalb der Familie der Orchideen (Orchidaceae). Um die Öffentlichkeit auf ihre Schutzwürdigkeit hinzuweisen, wurde die Braunrote Stendelwurz von den Arbeitskreisen Heimische Orchideen (AHOs) für das Jahr 2022 zur Orchidee des Jahres gewählt.

## Beschreibung und Ökologie

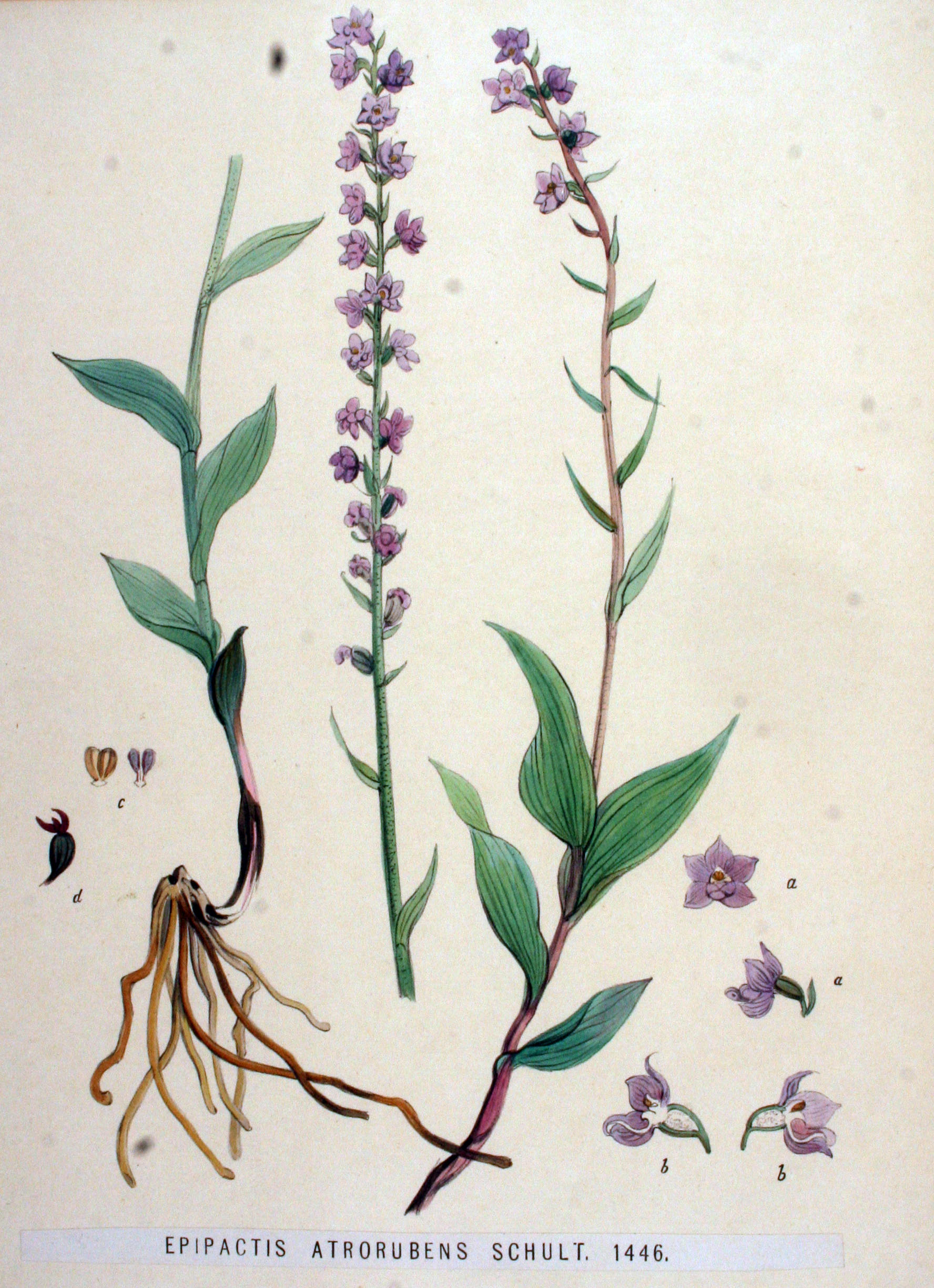
Illustration aus Flora Batava, Volume 19

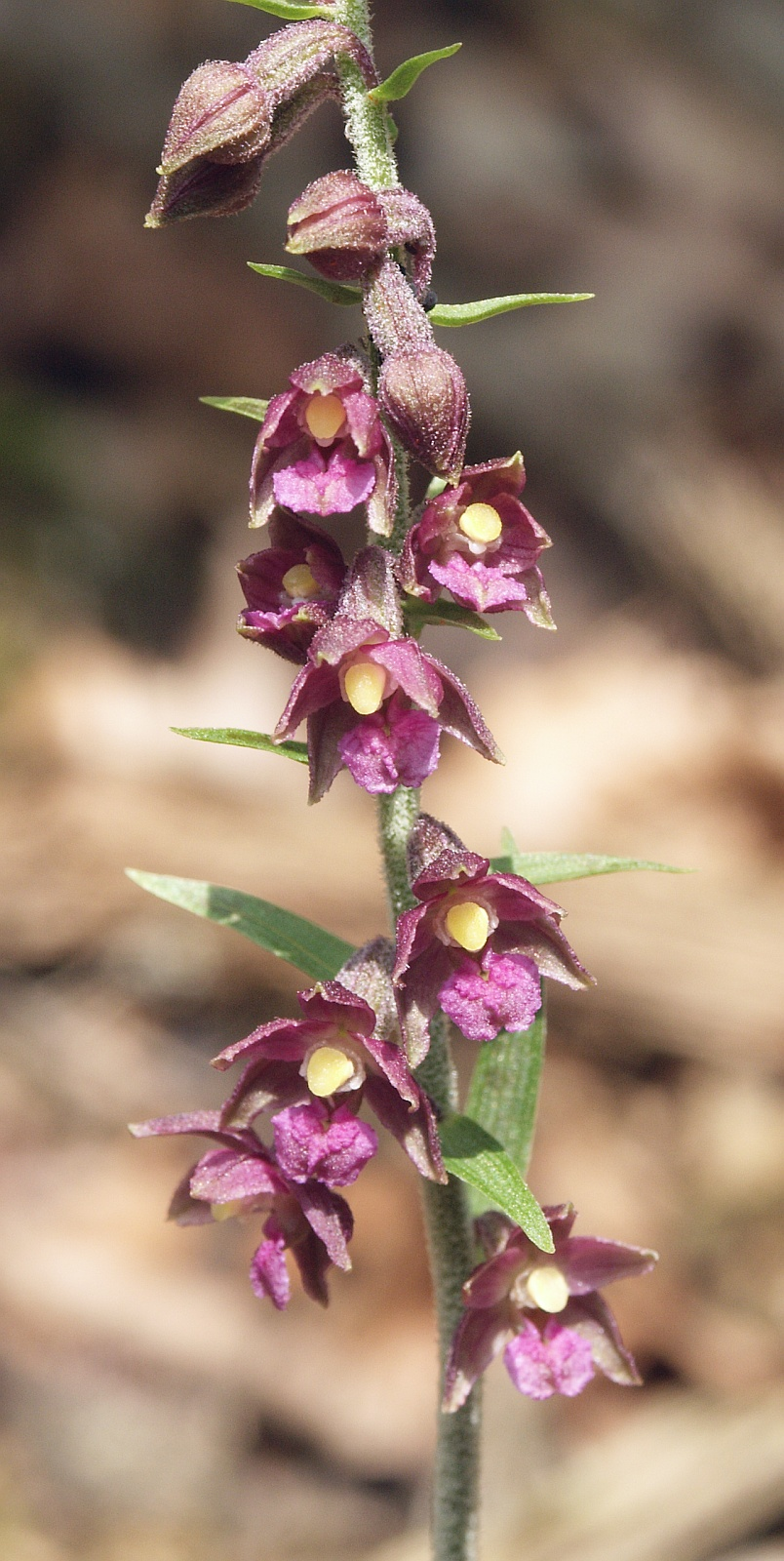
Blütenstand

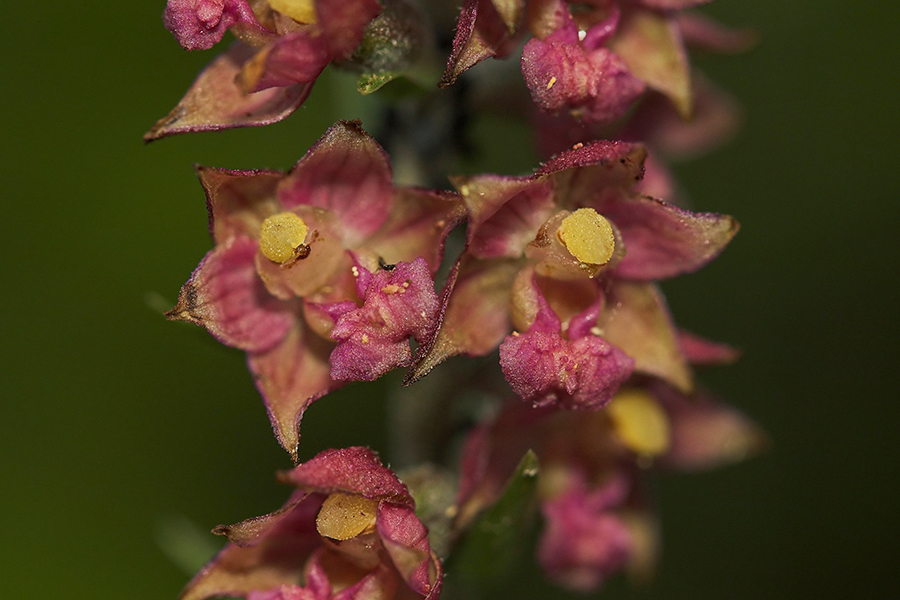
Blüten

### Vegetative Merkmale
Die Braunrote Stendelwurz ist eine ausdauernde, krautige Pflanze, die Wuchshöhen von 20 bis 80 Zentimetern erreicht. Sie bildet ein kurzes, oft mehrtriebiges Rhizom mit zahlreichen fleischigen Wurzeln. Der Stängel trägt am Grund 1 bis 3 scheidenförmige Schuppenblätter und weiter oben in der unteren Stängelhälfte 6 bis 11 mehr oder weniger zweizeilig angeordnete Stängelblätter. Die 3 Blätter über dem untersten Stängelblatt sind eiförmig, 4 bis 8 Zentimeter lang und 2 bis 7 Zentimeter breit. Die Blätter weiter oben sind länglich-eiförmig und sichelförmig gebogen; die obersten sind tragblattartig lang und zugespitzt. Das oberste Stängelblatt erreicht den Beginn des Blütenstands nicht. Die Laubblätter sind dunkelgrün und oft auf der Unterseite rotviolett überlaufen.

### Generative Merkmale
Die Blütezeit reicht von Juni bis August. Der aufrechte Blütenstand ist meist purpurfarben überlaufen und im oberen Teil dicht behaart. Der Blütenstand ist 7 bis 23 Zentimeter lang und locker mit 6 bis 40 Blüten besetzt. Die zygomorphen Blüten können bisweilen in ihrer Farbe variieren, sind in der Regel aber braunrot oder auberginefarben gefärbt und werden durch Insekten, oft durch Bienen, bestäubt oder sind selbstbestäubend. Sie verströmen besonders bei warmem Wetter intensiven Vanilleduft, weshalb die Pflanze auch als „Strandvanille“ bezeichnet wird. Als Bestäuber wurden Wespen, Hummeln (darunter Bombus hicorum) und Honigbienen beobachtet.
Die unteren Tragblätter der Blüten sind deutlich länger als die Blüten; sie werden nach oben rasch kleiner und kürzer als der Fruchtknoten. Die mittleren Tragblätter sind 12 bis 39 Millimeter lang und 3 bis 5 Millimeter breit. Die Sepalen sind schief eiförmig, zugespitzt und 8 bis 10 Millimeter lang und 4 bis 5 Millimeter breit. Die Petalen sind 7 bis 8 Millimeter lang und 4 bis 5,5 Millimeter breit. Die Lippe ist zweigliedrig, 6 bis 8 Millimeter lang und 4,5 bis 6 Millimeter breit. Die Hinterlippe ist napfförmig, außen dunkelgrün bis schmutzig rot, innen rotbraun. Sie sondert Nektar ab. Die Vorderlippe ist breit herzförmig, am Rand gekerbt, am freien Ende spitz und abwärts gebogen und am Grund mit 2 runzligen Wülsten. Der Fruchtknoten ist sechsrippig, gedreht, flaumig behaart, 3 bis 5 Millimeter lang gestielt, 10 bis 15 Millimeter lang und 3,5 bis 5 Millimeter breit. Aus Kapselfrüchten werden die leichten, staubartigen Samen durch Wind ausgebreitet.
Die Chromosomenzahl beträgt 2n = 40.

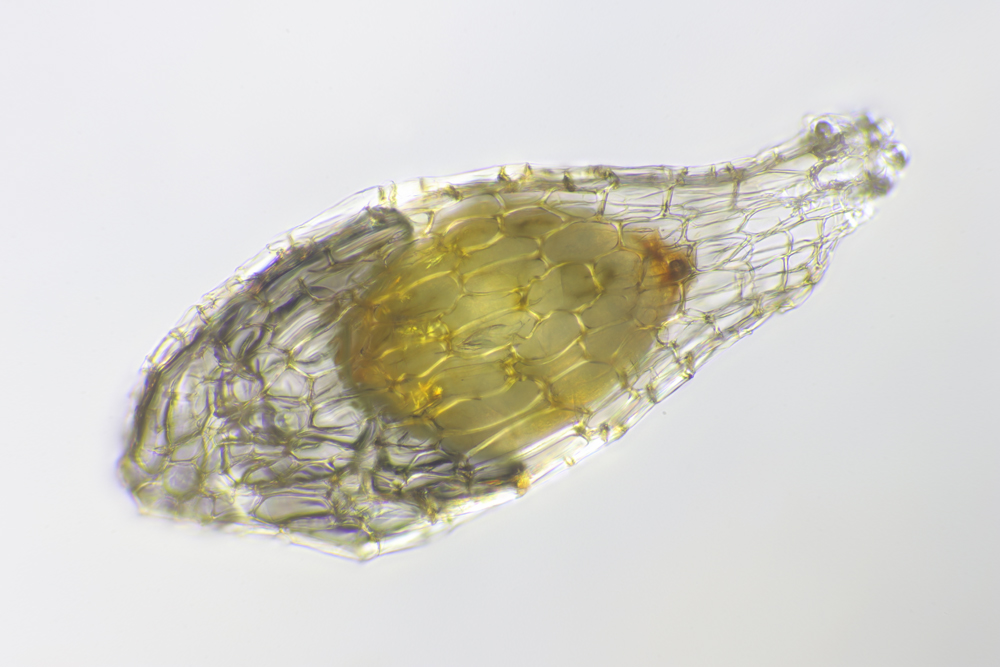
Samen, äußere Samenschale (Testa) aus abgestorbenen Zellen sowie die innere Samenhülle (Carapace), die den Embryo enthält

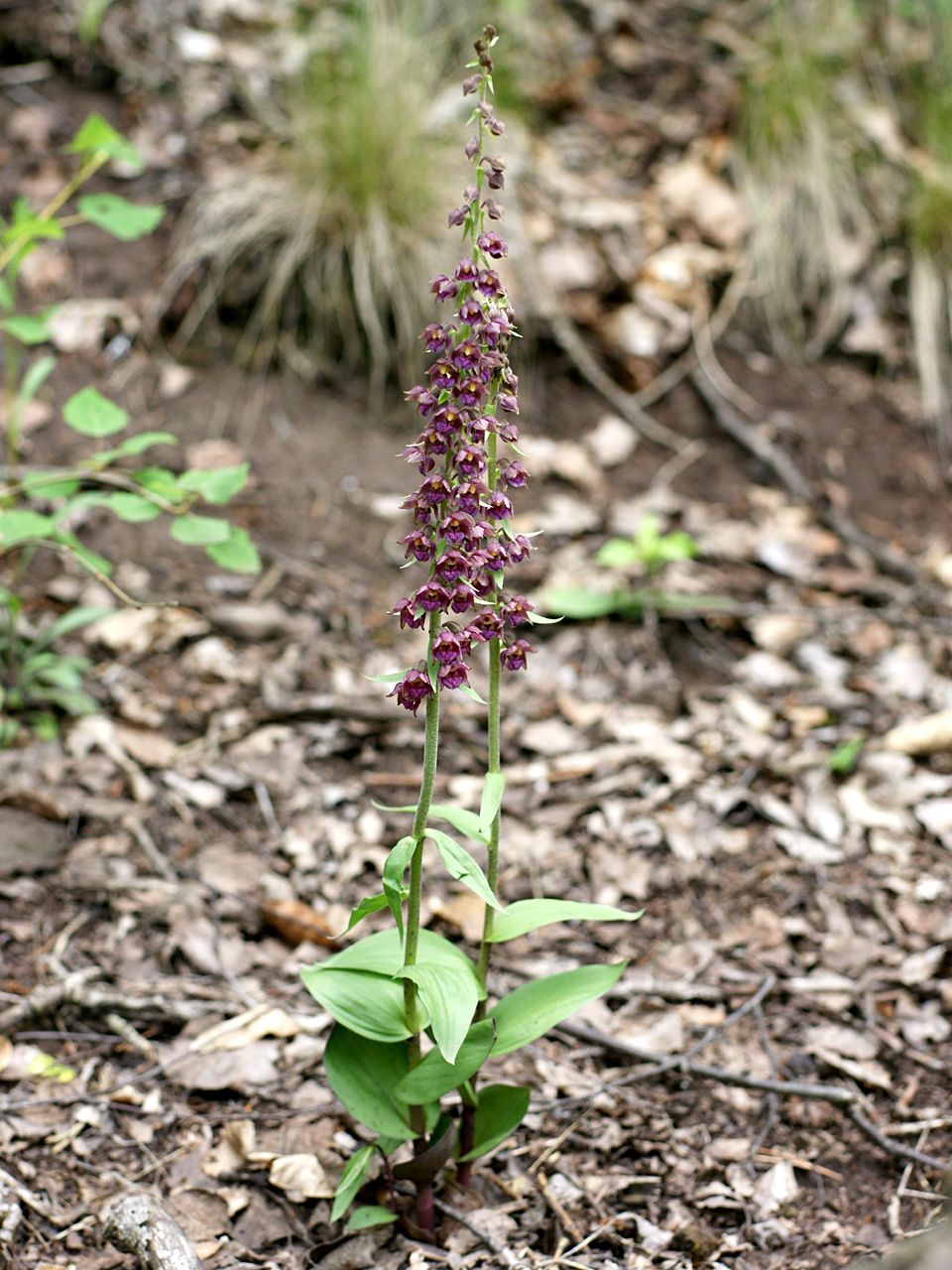
Braunrote Stendelwurz (Epipactis atrorubens)

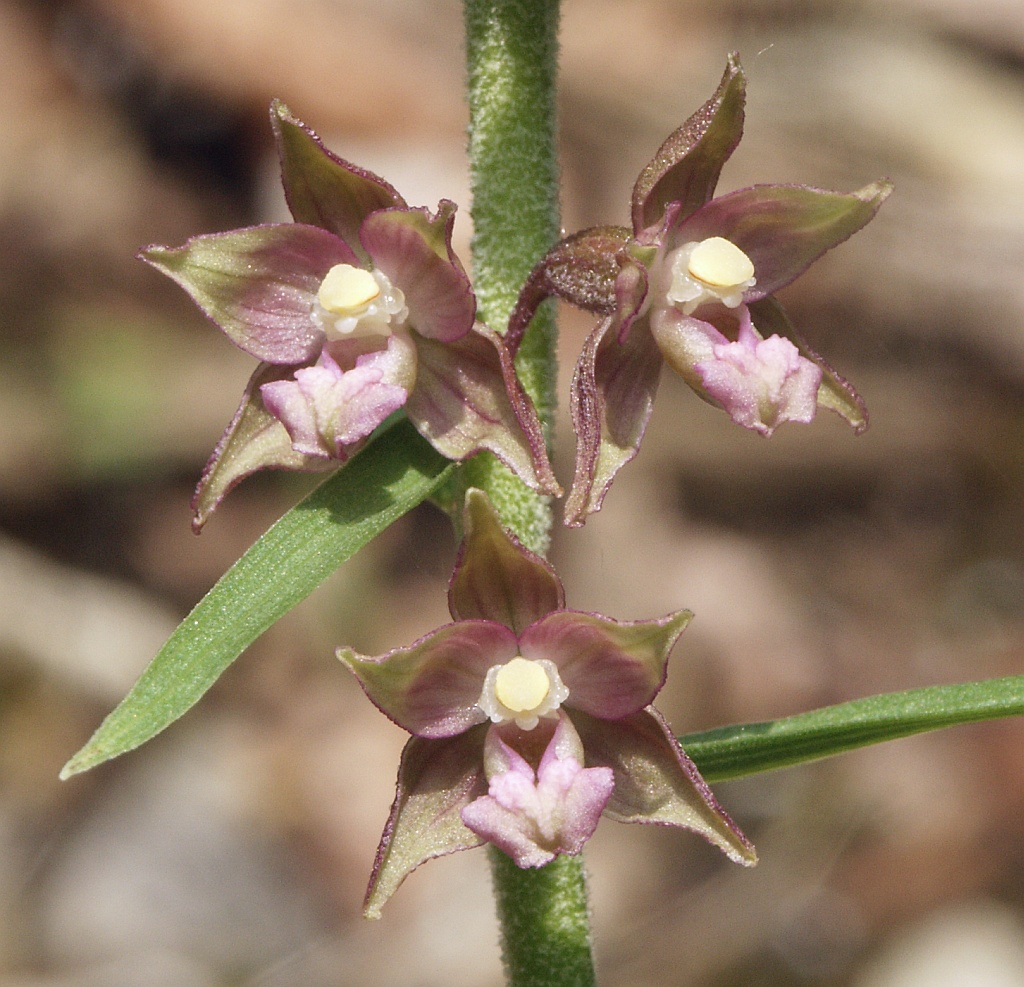
Hybride zwischen Braunroter und Breitblättriger Stendelwurz
(Epipactis ×schmalhausenii)

## Vorkommen und Gefährdung
Die Vorkommen der Braunroten Stendelwurz sind verstreut und reichen im Norden bis an die boreale, im Süden an die meridionale Zone und in Richtung Osten bis Zentralsibirien und zum Kaukasusraum. Die Art kommt in fast allen Ländern Europas vor und fehlt nur in Portugal, Island und Moldau. In Mitteleuropa fehlt sie im Tiefland mit Ausnahme an den sandigen Küsten. Insgesamt ist sie selten, kommt aber an ihren Standorten meist in kleineren Trupps oder in sehr lockeren, individuenarmen Beständen vor. Die Braunrote Stendelwurz ist auch in Gebirgslagen anzutreffen, in den südlichen Alpen etwa bis auf Höhenlagen von 2400 Metern. Sie steigt in den Alpen bis in Höhenlagen von etwa 2000 Meter auf. In den Allgäuer Alpen kommt sie im Tiroler Teil im Tannheimer Tal zwischen Sabajoch und Nesselwängler Scharte bis in einer Höhenlage von 1950 Meter vor.
Nach Baumann und Künkele steigt die Art in den Alpenländern zu folgenden Höhengrenzen auf: Deutschland 5–1870 Meter, Frankreich 1–2360 Meter, Schweiz 400–2380 Meter, Liechtenstein 446–2030 Meter, Österreich 250–2200 Meter, Italien 10–2390 Meter, Slowenien 180–1800 Meter. In Europa liegen die Höhengrenzen bei 1–2390 Metern Meereshöhe.
Man findet die Braunroten Stendelwurz in hellen Wäldern, Säumen und an trocken-warmen Standorten. Die Braunrote Stendelwurz gedeiht am besten auf basisch bis neutralen, nährstoffarmen, durchlässigen Sand- und Steinböden. Sie gilt aber auch als Pionierart, die gern Brachland, Bahndämme und Halden besiedelt, die sich in einem frühen bis mittleren Sukzessionsstadium mit Gras- und Staudengesellschaften und lichtem Birkenbestand befinden. Die Braunrote Stendelwurz besiedelt auch extrem trockene Standorte und kommt selbst auf Sanddünen vor. Sie wächst am besten auf kalkreichen, aber ausgesprochen stickstoffarmen, trockenen Böden. Sie gedeiht in Mitteleuropa meist in lichten Gebüschen oder Trockenwäldern. Sie ist ein Kiefernbegleiter und gedeiht gern in Pflanzengesellschaften der Verbände Erico-Pinion, Cytiso-Pinion, Seslerion, Stipion calamagrostis oder im Carici-Fagetum des Verbands Fagion sylvaticae.
Die ökologischen Zeigerwerte nach Landolt et al. 2010 sind in der Schweiz: Feuchtezahl F = 2w+ (mäßig trocken aber stark wechselnd), Lichtzahl L = 3 (halbschattig), Reaktionszahl R = 4 (neutral bis basisch), Temperaturzahl T = 3 (montan), Nährstoffzahl N = 1 (sehr nährstoffarm), Kontinentalitätszahl K = 4 (subkontinental).

## Naturschutz
In Mitteleuropa ist die Braunrote Stendelwurz – wie alle Orchideengewächse – seit Jahrzehnten im Rückgang begriffen, gehört jedoch nicht zu den stark bedrohten Orchideenarten. Wie alle einheimischen Orchideenarten ist die Braunrote Stendelwurz in Deutschland durch die BArtSchV besonders geschützt. Die Standorte der Braunroten Stendelwurz sind in den Dünen fast alle vernichtet worden. Vermutlich kommt sie heute noch auf Rügen und auf Usedom vor. Dass sie früher in den Küstengebieten wohlbekannt war, geht auch aus dem Volksnamen „Strandvanille“ hervor, der sich- außer auf den Standort- auf den Vanilleduft bezieht. Die Braunrote Stendelwurz ist auch in den Kalk-Mittelgebirgen selten geworden.
In der Schweiz gilt die Art zwar als nicht gefährdet, ist aber überall vollkommen geschützt.

## Naturhybriden
Von der Braunroten Stendelwurz sind natürliche Hybriden mit anderen Epipactis-Arten bekannt. Darunter:
- Epipactis ×schmalhausenii K.Richt. = Epipactis atrorubens × Epipactis helleborine. Sie kommt in Europa vor.

## Taxonomie
Die Braunrote Stendelwurz wurde 1804 durch Georg Franz Hoffmann in Deutschlands Flora ed. 2, Band 2, S. 182 als Serapias latifolia [unranked] atrorubens erstbeschrieben. Die Sippe wurde 1809 durch Wilibald Swibert Joseph Gottlieb von Besser in Primitiae Florae Galiciae Austriacae utriusque Band 2, S. 220 als Epipactis atrorubens (Hoffm.) Besser in die Gattung Epipactis gestellt. Synonyme von Epipactis atrorubens (Hoffm.) Besser sind Serapias atrorubens (Hoffm.) Bernh., Epipactis rubiginosa (Crantz) Gaudin ex W. D. J. Koch und Epipactis atropurpurea Raf.

## Bilder

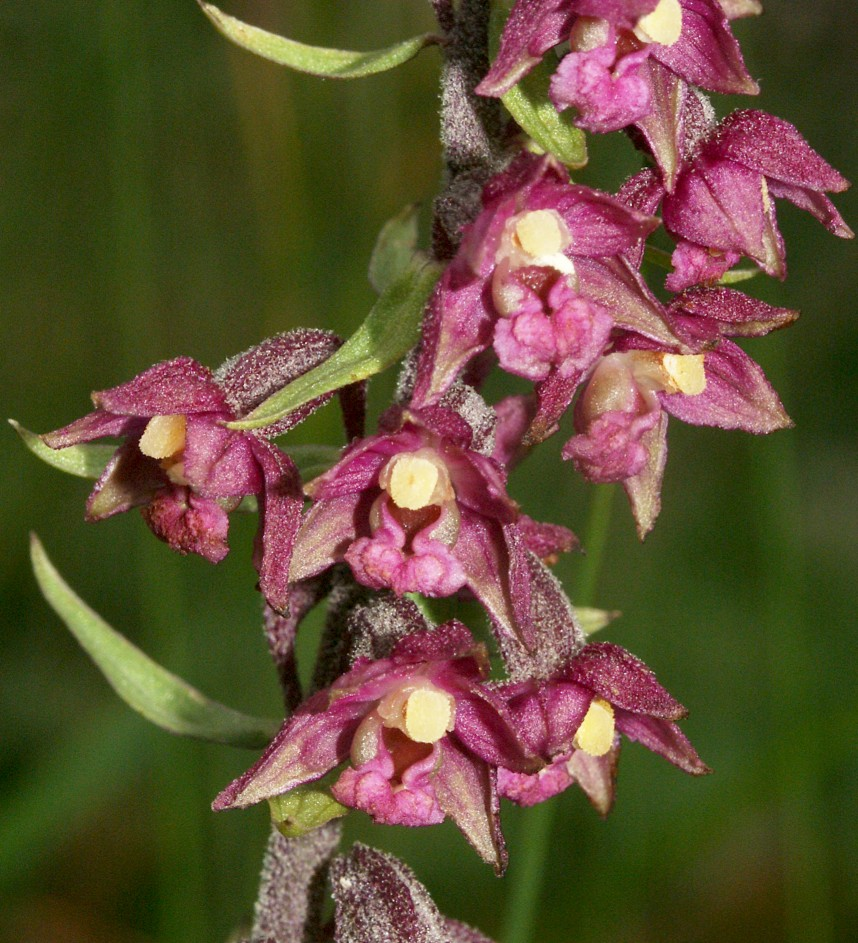
Ausschnitt eines Blütenstandes
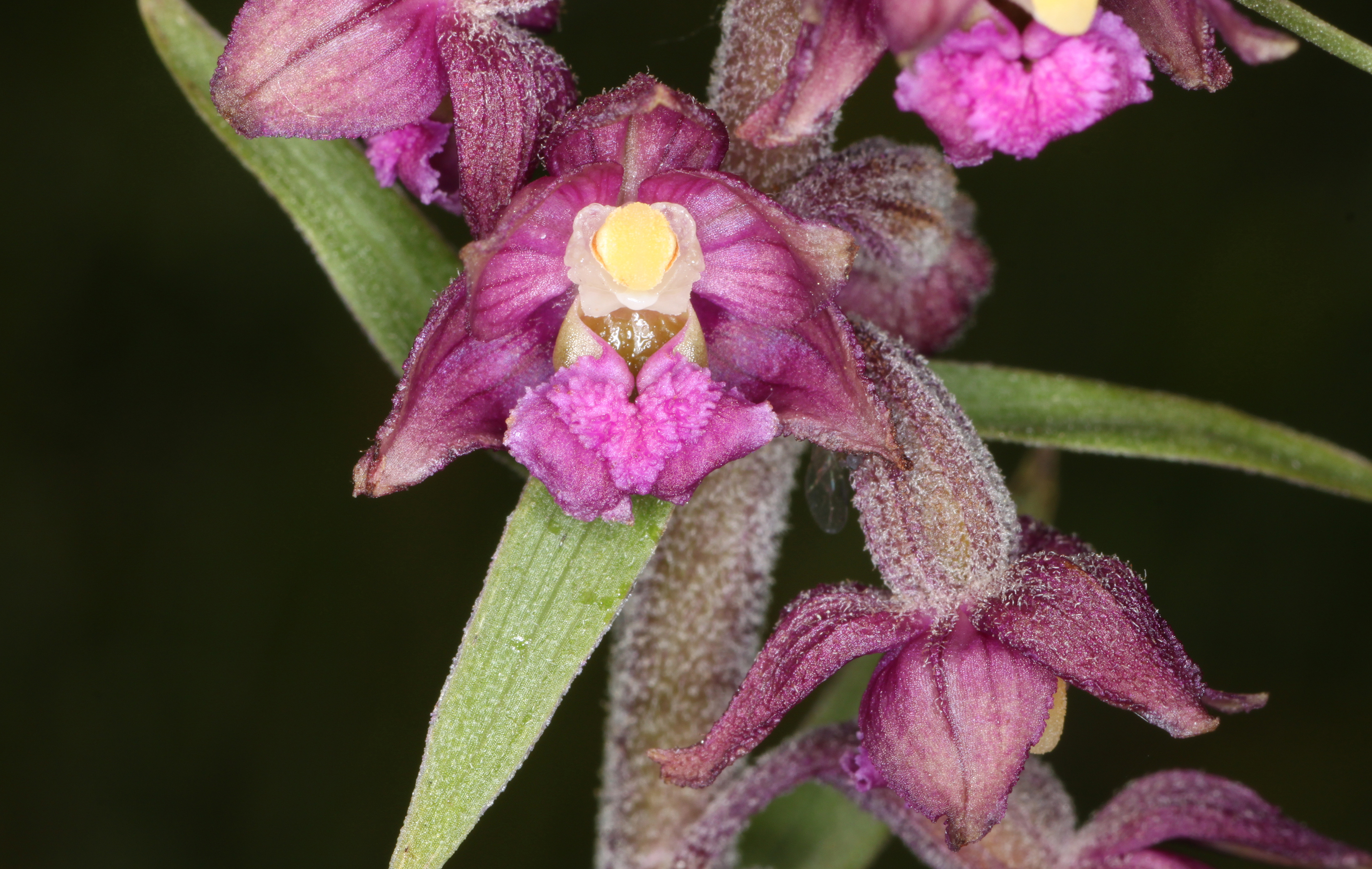
Blüten
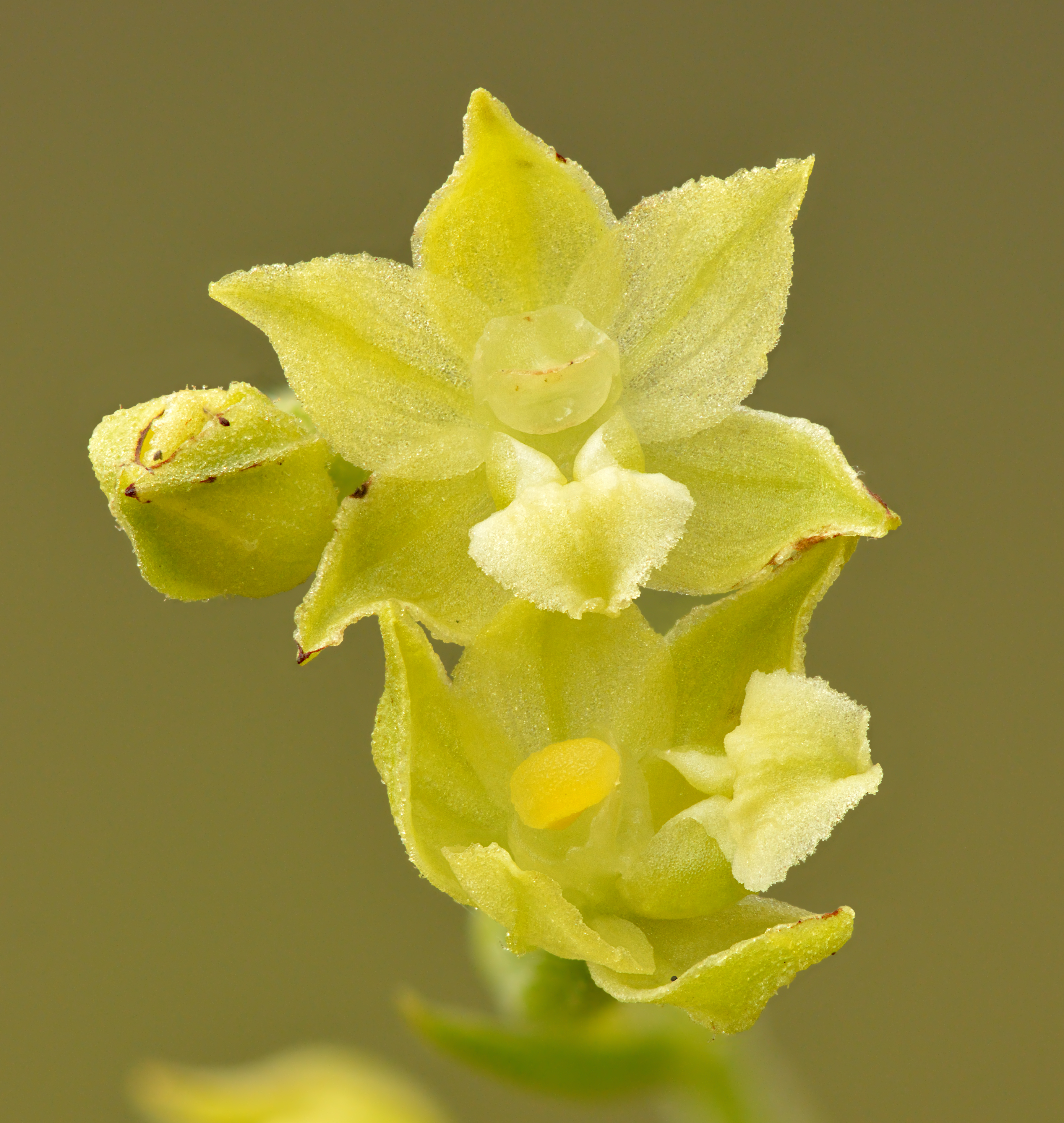
Seltene gelblich-grün Form
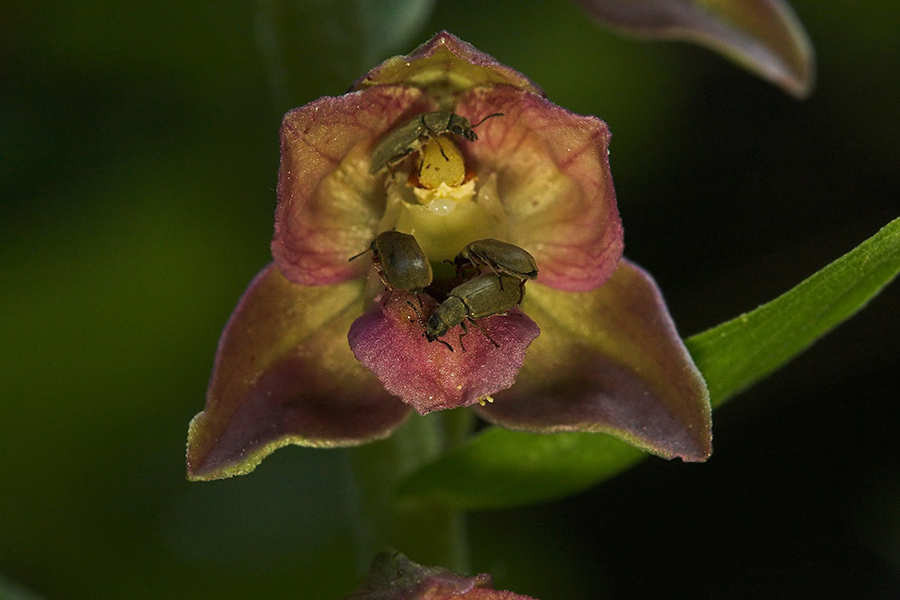
Blüte mit Käfern
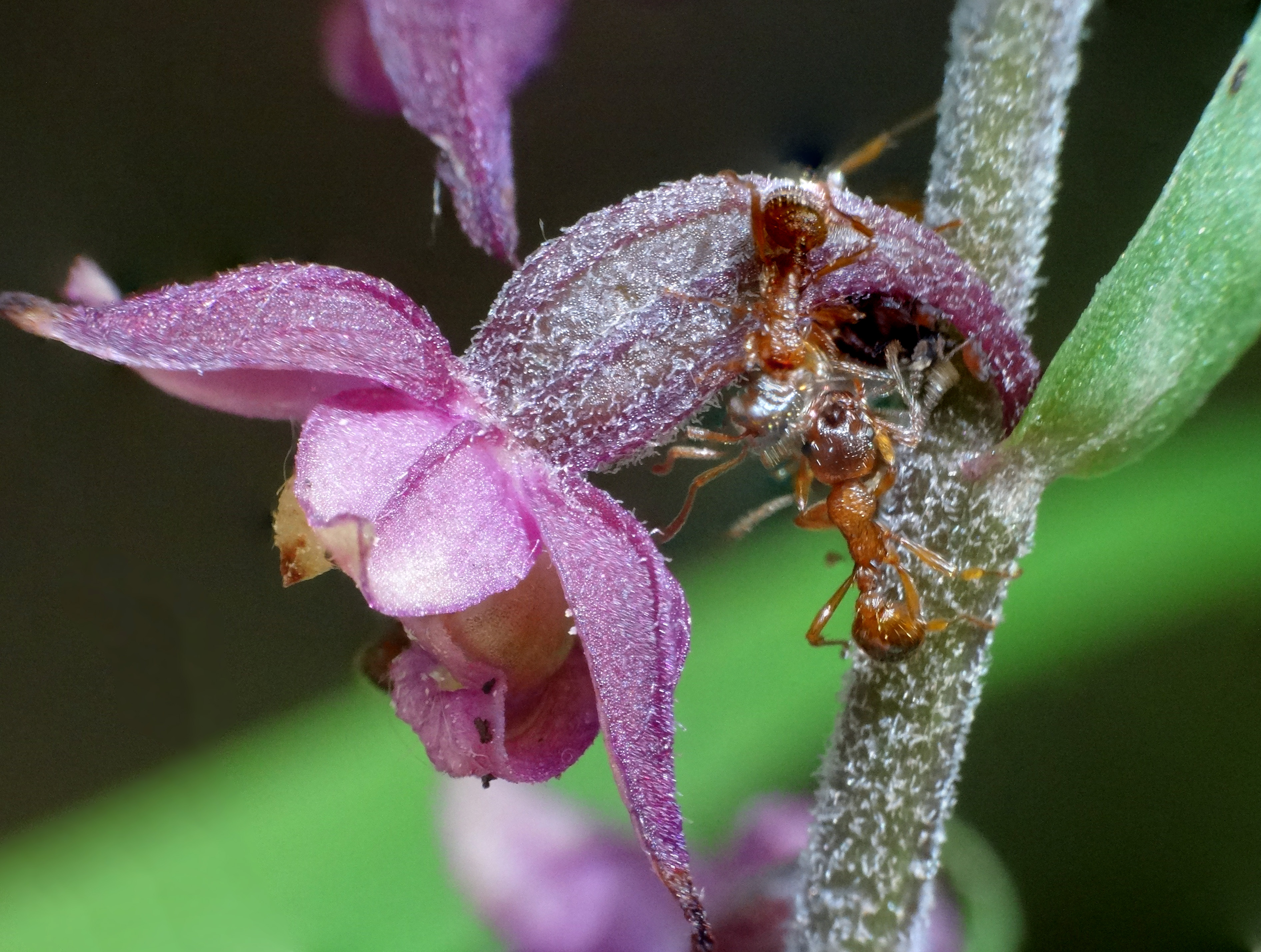
Blüte mit Ameisen